# Rip Taylor
Rip Taylor, właśc. Charles Elmer Taylor, Jr. (ur. 13 stycznia 1931 w Waszyngtonie, zm. 6 października 2019 w Beverly Hills) – amerykański komik i aktor filmowy, telewizyjny, głosowy.
Stał się rozpoznawalny dzięki swojej żywiołowości i ekstrawaganckiej osobowości, w tym dzikich wąsów, peruki i zwyczaju obsypywania siebie (i innych) konfetti. „The Hollywood Reporter” nazwał go „ostoją telewizji i klubów nocnych od ponad sześciu dekad”, który wystąpił w tysiącach klubów nocnych i telewizji.
15 października 1992 otrzymał własną gwiazdę w Alei Gwiazd w Los Angeles znajdującą się przy 6626 Hollywood Boulevard.

## Filmografia
Głos
- 1962: Jetsonowie – rożne głosy
- 1979: Scooby Doo podbija Hollywood jako C.J.
- 1986: Oggy i karaluchy jako świnka
- 1987–88: Snorksi – rożne głosy
- 1990: Kacze opowieści. Poszukiwacze zaginionej lampy jako Genie
- 1992: Tom i Jerry: Wielka ucieczka jako kapitan Kiddie
- 1992–93: Rodzina Addamsów jako wujek Fester
- 1993: Garfield i przyjaciele – rożne głosy
- 1994: Świat Bobbiego jako Inkwell
- 2002: Whatever Happened to Robot Jones? jako pan McMcmc
- 2002: Co nowego u Scooby’ego? jako pan Wackypants
- 2003: Scooby Doo i meksykański potwór jako pan Smiley
- 2006: Nowa szkoła króla jako królewski opiekun naukowy / królewski sędzia
- 2005: Podwójne życie Jagody Lee jako przerażający potwór
- 2007: Mroczne przygody Billy’ego i Mandy jako Larry

Seriale
- 1989: Santa Barbara jako Stanley McCloud
- 1989: Santa Barbara jako Sydney Larkin
- 1995: Naga prawda jako tato Jack Judkins
- 2004: Will & Grace – w roli samego siebie
- 2005: Nie ma to jak hotel jako Leo

Filmy
- 1984: Nienasycony (TV) jako przeprowadzający wywiad
- 1992: Kevin sam w Nowym Jorku jako sławna osoba
- 1993: Świat Wayne’a 2 – w roli samego siebie
- 1993: Niemoralna propozycja jako pan Langford
- 1994: Milczenie baranów jako pan Laurel
- 2003: Alex i Emma jako ojciec Poliny
- 2005: Diukowie Hazzardu – w roli samego siebie
- 2006: Jackass: Numer dwa – w roli samego siebie
- 2010: Jackass 3D – w roli samego siebie